# Snipsträsket
Snipsträsket är en sjö i Bodens kommun i Norrbotten och ingår i Råneälven-Altersundets kustområde.